# 7696 Лібе
7696 Лібе (7696 Liebe) — астероїд головного поясу, відкритий 10 травня 1988 року.
Тіссеранів параметр щодо Юпітера — 3,354.